# Vasilij 2. af Moskva
Vasilij 2. af Moskva (russisk:Василий II) (1415 - 1462) var storfyrste af Moskva og Vladimir. Han var søn af Vasilij 1. af Moskva og Sofia Vitovtona af Litauen. De første 25 år af hans regeringstid var domineret af den moskovitiske borgerkrig om arvefølgen til Rurikslægtens fyrstendømmer.
Vasilij var kun 10 år gammel, da hans far døde. Vasilij 1. testamenterede både fyrstendømmet Moskva og storfyrstendømmet Vladimir til sin søn. Dengang arvede den ældste søn ikke storfyrstendømmet Vladimir. Det gik i stedet til det ældste mandlige medlem af herskerfamilien. Dmitrij Donskoj var den første til at forsøge at krænke denne arveregel, da han testamenterede storfyrstetitel til sin søn Vasilij 1.. Denne fulgte i sin fars fodspor og gjorde også sin søn til arving. Men efter Vasilij 1.s død, erklærede hans bror Jurij Dmitrijevitj, at han var berettiget til at arve både fyrstendømmet Moskva og storfyrstendømmet Vladimir. Efter et stykke tid blev fyrsterne enige om at løse tvisten ved at appellere til deres mongolske overherrer i Den Gyldne Horde. Men Den Gyldne Horde havde deres egne lignende problemer - khanværdiheden skiftede konstant i denne periode – og beslutningen trak ud.
Jurij Dmitrijevitj blev træt af at vente på en afgørelse og indledte en krigerisk ekspedition mod sin nevø. Vasilij 2. blev derfor nødt til igen at appellere til Den Gyldne Horde. Herfra modtog han i 1432 titlen storfyrste af Vladimir. Jurij Dmitrijevitj ville imidlertid ikke acceptere khanens beslutning. I 1433 erobrede han Moskva og tog Vasilij 2.s mor og hustru til fange, hvorefter han udråbte sig selv til storfyrste. Efter hans død udråbte hans ældste søn Vasilij Jurjevitj Kosoj (”Den Skelende”) sig selv til storfyrste. Hans egne brødre nægtede dog at anerkende hans krav på titlen og forviste ham fra Moskva i 1434.
Ud over problemer med sin familie, havde Vasilij 2. også konflikter med tatarerne. I 1439 hærgede tatarerne Rusland, og Vasilij blev taget til fange af Den Gyldne Horde. Det lykkedes ham dog at købe sig fri og genvinde tronen. Derefter sammensluttede han i 1439 fyrstendømmet Moskva og storfyrstendømmet Vladimir til storfyrstendømmet Moskva.
Vasilij havde næppe løst problemet med en fætter, før en anden fætter satte gang i en ny konflikt. I 1446 arrangerede Dmitrij Jurjevitj Sjemjaka et kup. Nogle af hans allierede besatte Moskva, mens en anden gruppe af hans tilhængere indtog et kloster, hvor Vasilij var taget hen for at bede. Sjemjaka nøjedes ikke kun med at tage Vasilij 1. til fange, men beordrede også hans øjne stukket ud og sende ham derefter til Uglitj. Efter blændingen fik Vasilij tilnavnet "Den Mørke", fordi han nu boede i mørke, dette er på dansk blevet forvansket till ”Den Blinde”.
I 1447 samlede Vasilij 2. sine loyale folk og tog igen magten i riget. Historikere forklarer hans succes med, at Vasilij 2. i det russiske folks øjne blev betragtet som den eneste retmæssige hersker.
Et af Vasilij 2.s vigtigste resultater var, at han gjorde den russisk-ortodokse kirke uafhængig af patriarken af Konstantinopel. I 1448 valgte de russiske biskopper derfor den første metropolit af Moskva. Derudover arbejdede han utrætteligt på at udvide storfyrstendømmet Moskva.
Med sit eget livs bitre erfaringer in mente ønskede Vasilij 2. at være sikker på, at ingen efter hans død ville sætte spørgsmålstegn ved hans søns ret til storfyrstetitlen. Derfor gjorde han inden sin død sin ældste søn Ivan 3. til storfyrste og sin medhersker.